# Agona District
Agona District ist einer von 13 Distrikten der Central Region Ghanas. Der Distrikt hat die dritthöchste Bevölkerungsdichte der Central Region. Nahezu ein Drittel der Bevölkerung lebt in der Hauptstadt Agona Swedru, die übrigen in insgesamt 496 größeren oder kleineren Siedlungen.

## Ethnische Zusammensetzung
Die ursprüngliche Bevölkerung des Distriktes gehört zur Akangruppe der Agona. Der Anteil zugewanderter Vertreter anderer Ethnien liegt nach Schätzungen zwischen 10 % und 30 % Obutu, Gomoa, Ewe, Effutu, Fanti, Kwahu, Atakpamé, Kontokori sowie verschiedener Ethnien aus dem nördlichen Ghana. Neben Agona Swedru, das aufgrund seiner besseren Verdienstmöglichkeiten im öffentlichen wie privaten Sektor überdurchschnittlich viele Migranten angezogen hat, hat das Gebiet von Otsenkorang noch einen hohen Migrantenanteil aufgrund der Arbeitsmöglichkeiten in der Kakaowirtschaft. Hier gibt es etwa dreimal so viele Migranten und deren Nachkommen wie einheimische Agona.

## Religion
Der Distrikt ist überwiegend christlich, daneben gibt es eine islamische Minderheit und Anhänger traditioneller Religionen. Mitglieder sämtlicher religiösen Richtungen akzeptieren üblicherweise die überlieferten, lokalen Tabuvorschriften bezüglich der Feldarbeit oder Feiertage.

## Wirtschaft
64 % der Bevölkerung arbeiten in der Landwirtschaft. Die fruchtbaren Böden ermöglichen die kommerzielle Produktion  von Kakao, Zitronen, Palmöl und Kolanüssen. Zur regionalen Nahrungsversorgung werden Mais, Kassawa, Yams und Gemüse angebaut. Ein großer Teil der landwirtschaftlichen Produktion beschränkt sich allerdings auf Subsistenzwirtschaft.
Etwa 10 % der Distriktfläche sind bewaldet, forstwirtschaftlich genutzt werden Mahagoni und der Odumbaum.
Die Verarbeitung landwirtschaftlicher Produkte findet in beschränktem Rahmen statt, unter anderem die Produktion von einheimischem Gin.

## Größere Ortschaften
- Agona Swedru (Hauptstadt)
- Nyakrom
- Kwanyako
- Agona Nsaba
- Bobikuma
- Duakwa
- Abodom
- Asafo
- Kwaman
- Nkum
- Mankrong Nkwanta
- Amanful
- Kotokori
- Mankrong
- Otenkorang
- Kwansakrom
- Nkwanta Nado
- Okitsew
- Bodwase Fantse
- Wawase